# TLC: Tables, Ladders & Chairs 2018
TLC: Tables, Ladders & Chairs 2018 è stata la decima edizione dell'omonimo evento in pay-per-view prodotto annualmente dalla WWE. L'evento si è svolto il 16 dicembre 2018 al SAP Center di San Jose (California).

## Storyline
Il 4 settembre è stato sancito che a TLC: Tables, Ladders & Chairs avrà luogo la finale del Mixed Match Challenge. Nella puntata di Raw del 12 novembre è stato annunciato che il team vincente del torneo otterrà la possibilità di entrare per ultimo durante il Royal Rumble match dell'omonimo evento (il vincitore avrà il diritto di entrare col numero 30 nel Royal Rumble match maschile, mentre la vincitrice entrerà col numero #30 nell'omonimo incontro femminile).
Nella puntata di Raw del 22 ottobre Dean Ambrose e l'Intercontinental Champion Seth Rollins hanno sconfitto Dolph Ziggler e Drew McIntyre conquistando così il Raw Tag Team Championship; tuttavia, al termine del match, Ambrose ha brutalmente attaccato Rollins effettuando un turn heel. Nella puntata di Raw del 5 novembre, il solo Rollins ha perso il Raw Tag Team Championship a favore degli AOP (Akam e Rezar) in un 2-on-1 Handicap match poiché Ambrose si era rifiutato di difendere i titoli di coppia insieme al suo ex compagno dello Shield. Il 18 novembre, a Survivor Series, Rollins ha sconfitto lo United States Champion Shinsuke Nakamura (appartenente al roster di SmackDown); al termine del match, è stato annunciato che Rollins avrebbe difeso l'Intercontinental Championship contro Ambrose a TLC.
Il 2 novembre, a Crown Jewel, Brock Lesnar ha sconfitto Braun Strowman conquistando così il vacante Universal Championship grazie anche all'interferenza del General Manager di Raw Baron Corbin. Nella puntata di Raw del 12 novembre Strowman ha richiesto due match: uno per l'Universal Championship e uno contro Corbin. La Commissioner di Raw Stephanie McMahon ha poi acconsentito alla richiesta di Strowman, a patto che quest'ultimo porti il Team Raw alla vittoria contro il Team SmackDown a Survivor Series e che egli non assalga fisicamente Corbin finché non sarà finito il medesimo evento. Il 18 novembre, a Survivor Series, Stephanie ha preso in considerazione l'idea di nominare Corbin come permanente General Manager di Raw nel caso in cui il roster di Raw riuscisse a sconfiggere il roster di SmackDown in tutti i sei match della serata; la sera stessa il roster rosso ha prevalso sul roster blu in tutti gli incontri, mentre Strowman ha mantenuto le due promesse fatte a Stephanie portando alla vittoria il Team Raw contro il Team SmackDown senza assalire fisicamente lo stesso Corbin. Nella puntata di Raw del 19 novembre Strowman ha dunque ottenuto un Tables, Ladders and Chairs match contro Corbin a TLC; la sera stessa Stephanie ha stabilito che se Strowman vincerà a TLC, otterrà un match per l'Universal Championship di Brock Lesnar alla Royal Rumble e Corbin sarà allo stesso tempo rimosso dall'incarico di General Manager ad interim di Raw, ma se sarà invece Corbin a vincere, lo stesso Corbin diventerà il General Manager permanente del roster rosso.
Il 28 ottobre, a Evolution, Nia Jax ha vinto una 20-woman Battle Royal ottenendo così un futuro match per il Raw Women's Championship. Il 18 novembre, a Survivor Series, la WWE Raw Women's Champion Ronda Rousey ha sconfitto Charlotte Flair (appartenente al roster di SmackDown) per squalifica. Nella puntata di Raw del 19 novembre Ronda ha difeso con successo il titolo contro Mickie James; al termine del match Nia e Tamina hanno brutalmente attaccato Ronda. In seguito è stato annunciato un match per il Raw Women's Championship tra Ronda e Nia per TLC.
Nella puntata di SmackDown del 13 novembre Daniel Bryan ha sconfitto AJ Styles conquistando così il WWE Championship per la quarta volta ed effettuando allo stesso tempo un turn heel; difatti Bryan ha vinto dopo aver colpito Styles con un low-blow senza farsi vedere dall'arbitro del match. Il 18 novembre, a Survivor Series, Bryan (il quale ha appunto rimpiazzato Styles) è stato sconfitto dal WWE Universal Champion Brock Lesnar dopo un match molto combattuto. In seguito, nella puntata di SmackDown del 20 novembre, è stato annunciato che Bryan avrebbe difeso il WWE Championship contro Styles a TLC.
Nella puntata di SmackDown del 27 novembre la General Manager Paige ha sancito un Tables, Ladders and Chairs match per lo SmackDown Women's Championship fra la campionessa Becky Lynch e Charlotte Flair per TLC. In seguito alla protesta di un gruppo di atlete, quella stessa sera Paige ha indetto una Battle Royal a nove donne che è stata vinta da Asuka, la quale verrà aggiunta al match per il titolo femminile di SmackDown a TLC; trasformando dunque l'incontro in un Triple Threat Tables, Ladders and Chairs match.
A Survivor Series, durante l'omonimo match tra il Team Raw e il Team SmackDown, Drew McIntyre e Finn Bálor (compagni di squadra nel Team Raw) hanno avuto un'accesa discussione che è poi sfociata in una rissa tra i due. In seguito a ciò, il General Manager Baron Corbin ha annunciato un match tra Bálor e McIntyre per TLC.
Per diverse settimane, sia Elias che Bobby Lashley si sono interrotti i propri promo a vicenda per poi attaccarsi l'un l'altro. In seguito, il 30 novembre, è stato annunciato un match tra i due per TLC. Nella puntata di Raw del 10 dicembre è stato sancito che l'incontro di TLC tra Elias e Lashley sarà un Ladder match, in cui una chitarra verrà appesa ad un gancio sopra il ring ed il primo dei due che la prenderà vincerà il match. 
Nella puntata di SmackDown 1000 del 16 ottobre, i The Bar (Cesaro e Sheamus) hanno sconfitto il New Day (rappresentato da Big E e Xavier Woods) conquistando così lo SmackDown Tag Team Championship. Il 2 novembre, a Crown Jewel, Cesaro e Sheamus hanno difeso con successo i titoli contro il New Day (Big E e Kofi Kingston). Il 18 novembre, nel Kick-off di Survivor Series, gli Usos (Jey Uso e Jimmy Uso) hanno portato alla vittoria il Team SmackDown (a cui ha preso parte anche il New Day) contro il Team Raw in un 10-on-10 Traditional Survivor Series Elimination match. Nella puntata di SmackDown del 27 novembre gli Usos hanno sconfitto Cesaro e Sheamus in un match non titolato. In seguito, il 30 novembre, è stato annunciato che Cesaro e Sheamus dovranno difendere lo SmackDown Tag Team Championship a TLC contro il New Day e gli Usos in un Triple Threat Tag Team match.
Nella puntata di Raw del 3 dicembre, la Riott Squad (Ruby Riott, Liv Morgan e Sarah Logan) ha distratto Ronda Rousey e Natalya consentendo così a Nia Jax e Tamina di attaccarle; in seguito la Riott Squad ha scaraventato Natalya attraverso un tavolo dopo l'esecuzione di una triple powerbomb. In seguito, il 6 dicembre, è stato sancito un Tables match tra Natalya e Ruby Riott per TLC.
A Survivor Series, Buddy Murphy ha difeso con successo il Cruiserweight Championship contro Mustafa Ali. Nella puntata di Raw del 10 dicembre il General Manager di 205 Live, Drake Maverick, ha annunciato che Murphy dovrà difendere il titolo contro Cedric Alexander a TLC.
Il 2 novembre, a Crown Jewel, Rey Mysterio ha sconfitto Randy Orton nei quarti di finale della WWE World Cup; tuttavia, al termine del match, Orton ha brutalmente attaccato Mysterio. Nel corso delle due settimane successive, Orton ha colpito Mysterio con la RKO al termine dei suoi match contro Andrade "Cien" Almas e The Miz (rispettivamente avvenuti nella puntate di SmackDown del 6 e 13 novembre). Nella puntata di SmackDown del 20 novembre Orton ha sconfitto Mysterio; al termine del match lo stesso Orton ha brutalmente attaccato Mysterio con una sedia per poi strappargli la maschera. Nella puntata di SmackDown del 27 novembre Orton ha nuovamente attaccato Mysterio con ripetuti colpi di sedia. In seguito, nella puntata di SmackDown dell'11 dicembre, è stato sancito un Chairs match tra i due per TLC.

## Risultati
| #       | Match                                                                               | Stipulazioni                                                                             | Durata |
| ------- | ----------------------------------------------------------------------------------- | ---------------------------------------------------------------------------------------- | ------ |
| Kickoff | Buddy Murphy (c) ha sconfitto Cedric Alexander                                      | Single match per il WWE Cruiserweight Championship                                       | 10:35  |
| Kickoff | Elias ha sconfitto Bobby Lashley (con Lio Rush)                                     | Ladder match                                                                             | 06:20  |
| 1       | Carmella e R-Truth hanno sconfitto Alicia Fox e Jinder Mahal (con i Singh Brothers) | Finale della Mixed Match Challenge                                                       | 05:50  |
| 2       | Il Bar (c) ha sconfitto il New Day (con Big E) e gli Usos                           | Triple threat tag team match per il WWE SmackDown Tag Team Championship                  | 12:15  |
| 3       | Braun Strowman ha sconfitto Baron Corbin                                            | Tables, ladders and chairs match                                                         | 16:00  |
| 4       | Natalya ha sconfitto Ruby Riott (con Liv Morgan e Sarah Logan)                      | Tables match                                                                             | 12:40  |
| 5       | Finn Bálor ha sconfitto Drew McIntyre                                               | Single match                                                                             | 12:20  |
| 6       | Rey Mysterio ha sconfitto Randy Orton                                               | Chairs match                                                                             | 11:30  |
| 7       | Ronda Rousey (c) ha sconfitto Nia Jax (con Tamina) per sottomissione                | Single match per il WWE Raw Women's Championship                                         | 10:50  |
| 8       | Daniel Bryan (c) ha sconfitto AJ Styles                                             | Single match per il WWE Championship                                                     | 23:55  |
| 9       | Dean Ambrose ha sconfitto Seth Rollins (c)                                          | Single match per il WWE Intercontinental Championship                                    | 23:00  |
| 10      | Asuka ha sconfitto Becky Lynch (c) e Charlotte Flair                                | Triple threat tables, ladders and chairs match per il WWE SmackDown Women's Championship | 21:45  |